# آنتیه نیکلا مونینگ
آنتیه نیکلا مونینگ (آلمانی: Antje Nikola Mönning؛ ‏ ۲ فوریهٔ ۱۹۷۷) بازیگر، تهیه‌کننده فیلم و فیلم‌نامه‌نویس اهل آلمان بود. او برای نخستین بار در سال ۲۰۰۳ در مجموعهٔ تلویزیونی نگهبان نقش‌آفرینی کرد. وی در سال‌های ۲۰۰۸ و ۲۰۰۹ در سریال تلویزیونی محض رضای خدا نقش یک راهبه را ایفا نمود. او در فیلم طعمِ زندگی به کارگردانی رولاند ریبر نقش «نیکی» را بازی کرد.